# Sim (álbum de Vanessa da Mata)
Sim é o terceiro álbum de estúdio da artista musical brasileira Vanessa da Mata. O seu lançamento ocorreu em 28 de maio de 2007 através da editora discográfica Sony BMG. Após experimentar alta popularidade com seu álbum anterior Essa Boneca Tem Manual (2004), que teve suas vendas impulsionadas principalmente pelo sucesso do single "Ai, Ai, Ai...", Mata começou a escrever músicas para seu próximo disco. Das faixas criadas, treze foram escolhidas para integrarem o projeto, sendo todas de autoria da intérprete e apenas quatro elaboradas em conjunto com outros compositores. Decidida a modificar o estilo de suas músicas e renovar suas referências, ela alterou sua equipe de produção, recrutando o auxílio de Mário Caldato e Alexandre Kassin por apreciar o trabalho desenvolvido por ambos. Enquanto gravava a maior parte do disco em estúdios localizados no Brasil, Mata sentiu-se motivada a retomar à suas "raízes" no reggae. Para isso, viajou a Kingston, na Jamaica, uma vez que desejava ter os melhores profissionais do gênero envolvidos em sua incursão, onde trabalhou com a dupla Sly Dunbar e Robbie Shakespearee na gravação de cinco faixas.
Em termos musicais, Sim é nitidamente diferente dos últimos lançamentos da musicista, além do reggae, entre os novos gêneros incorporados estão o carimbó, pop, bolero, música disco e samba; seu conteúdo lírico trata principalmente de relacionamentos amorosos, onde a experiência homem-mulher é o assunto principal a ser abordado, embora questões ambientais seja o tema central discutido em uma das faixas de seu alinhamento. Instrumentos musicais variados compõem sua instrumentação, como sintetizadores, piano, baixo, percussão, além de um violão que, ao ser tocado pela própria artista, marca sua estreia nas gravações instrumentais. O cantor estadunidense Ben Harper é a única participação vocal creditada ao longo do álbum.
Após o seu lançamento, Sim foi recebido com opiniões positivas dos críticos musicais especializados, os quais o positivaram por mostrar a união dos interesses comerciais da intérprete com a qualidade de seus primeiros trabalhos, bem como a sua mistura de estilos musicais e a colaboração de seus produtores. Alguns, contudo, consideram-no "inferior" aos antecessores e desprestigiaram os vocais de Mata. Foi incluído em diversas listas dos melhores álbuns de 2007, e rendeu à intérprete uma série de prêmios, incluindo um Grammy Latino vencido na categoria Melhor Álbum de Pop Contemporâneo Brasileiro. Comercialmente, Sim tornou-se o maior sucesso da carreira da artista, atingindo a quarta posição entre os dez mais vendidos do compilado divulgado pela Folha de S.Paulo. Destacando-se também ao redor da Europa, ao adentrar nas tabelas de nações como França, Itália e Suíça, além de atingir a 3.ª colocação em Portugal. Consequentemente, recebeu um certificado de platina pela Pro-Música Brasil (PMB) e pela Associação Fonográfica Portuguesa (AFP), sendo o décimo quinto mais vendido em terras brasileiras em 2007.
Dois singles foram lançados a partir de Sim, "Boa Sorte / Good Luck" e "Amado", que obtiveram um forte desempenho comercial, com o primeiro citado culminando nas rádios brasileiras e convertendo-se na canção mais bem sucedida de 2008. Internacionalmente, também conquistou a liderança em Portugal e qualificou-se entre as cem mais executadas em diversas nações, como França, Suécia e Suíça. Recebeu certificações por suas vendas emitidos pela PMB e Federazione Industria Musicale Italiana (FIMI), além de ter sido eleita a melhor canção brasileira de 2007 pela revista Rolling Stone Brasil. A divulgação do projeto consistiu em apresentações em programas televisivos e em festivais, bem como a Turnê Sim, que percorreu o Brasil e a Europa durante os anos de 2007 a 2009.

## Antecedentes e desenvolvimento
Após tornar-se conhecida da mídia por ter coescrito a canção que dá título ao álbum A Força Que Nunca Seca (1999), de Maria Bethânia, a então compositora Vanessa da Mata decidiu lançar-se também como intérprete e assinou um contrato de gravação com a Sony BMG. Em 2002, seu álbum de estreia, autointitulado, chegou às lojas; embora muito bem recebido pela crítica — que o comparou a trabalhos das compatriotas Marisa Monte e Adriana Calcanhotto — não obtivera a mesma recepção no âmbito comercial. Consequentemente, a gravadora direcionou a artista para o produtor e compositor Liminha e, juntos, escreveram e gravaram o seu álbum de acompanhamento, Essa Boneca Tem Manual, lançado em fevereiro de 2004. Apesar de seu desempenho comercial inicial ter sido pouco favorável, em 2005, após a adição do single "Ai Ai Ai..." à trilha sonora da telenovela Belíssima, exibida pela Rede Globo, a canção tornou um sucesso em todo o Brasil, onde sua versão remixada além de converter-se na mais executada das rádios em 2006, também ajudou a elevar as vendas do álbum que recebeu um certificado de ouro concedido pela Pro-Música Brasil (PMB). O sucesso crítico e comercial de Essa Boneca Tem Manual rendeu credibilidade à cantora e firmou seu nome na indústria musical brasileira, estabilizando-a como uma artista viável.

"Quando gravei essa música, tive a sensação de que ela não estava completa, que não estava pronta. Então surgiu a oportunidade de ter o Ben Haper no disco. Cantarolei para ele ao telefone que, quando foi gravar em Los Angeles, cantou de uma maneira totalmente complementar".

—Mata sobre a gravação de "Boa Sorte / Good Luck" e a colaboração de Ben Harper.
As primeiras revelações sobe seu terceiro álbum ocorreu em janeiro de 2006, quando a musicista revelou à Folha de Londrina que, embora não estivesse pensando em um novo trabalho, já estava desenvolvendo novas canções, dizendo: "Ontem mesmo compus duas novas músicas". Posteriormente, ela decidiu renovar sua equipe de produção, recrutando a coloração de Alexandre Kassin e Mário Caldato, em detrimento a de Liminha, motivada a modificar o estilo de suas músicas, renovar suas referências e pelo apreço ao trabalhos de ambos, completando; "Eu pessoalmente escolhi e quis os dois. Um me parecia o complemento natural do outro. Kassin é mais musical, mais instintivo. Me ajudou muito com os arranjos, pois não tenho o hábito de harmonizar minhas músicas. Caldato tem uma grande técnica que lhe permite tanto extrair sons únicos da sua voz, como gravar e misturar percussão, cordas e outros instrumentos de uma forma particular". Ao colaborar com violão para a faixa "Minha Herança: Uma Flor", Sim converteu em seu primeiro álbum a conter sua participação nas gravações instrumentais, a qual ela atribuiu ter sido motivada por Kassin a realizar; "[ele] insistiu para que eu tocasse, porque a música tem uma ingenuidade interessante". Dos treze números inclusos no disco, todos foram escritos por Mata e apenas quatro foram desenvolvidos sob o auxilio de outros compositores. Dentre as quais está "Boa Sorte / Good Luck", que após ser concluída, soou como incompleta à ela. Então, Kassin a sugeriu incluir vocais masculinos a gravação. O estadunidense Ben Harper foi escolhido pelo produtor, que aceitou a colaboração, inserindo novos versos em inglês e ficando assim com a co-autoria da composição. Sua parte foi registrada em Los Angeles, Califórnia, não tendo ocorrido um encontro presencial entre os dois intérpretes para a gravação.
Enquanto gravava o álbum no Brasil, Mata sentiu uma necessidade pessoal de inserir reggae em sua obra, uma vez que ela detinha uma ligação com este desde quando atuou como vocalista de apoio do Black Uhuru durante alguns concertos realizados no Brasil em 1995, época a qual foi convidada a integrar de forma definitiva a banda e fixar-se em Kingston, Jamaica; "Eles me chamaram porque acharam minha voz parecida com a da [vocalista da banda] Puma Jones. Fui convidada para ir para a Jamaica". Com o intuito de encontrar os melhores profissionais que pudessem contribuir com a instrumentação das composições elaboradas no gênero, ela retornou a Kingston. Lá, foi apresentada a dupla Sly Dunbar e Robbie Shakespearee que contribuíram com baixo e bateria para a gravação de cinco faixas; "Vermelho", "Ilegais", "Pirraça", "Absurdo" e "Boa Sorte/Good Luck". No total, as sessões de gravação de Sim ocorreram em 2007 em três diferentes estúdios: AR Studios e Monoaural Studio, no Rio de Janeiro, e Anchor Studios, em Kingston.

## Composição

### Temas e influências na composição
"Há nele mais brasilidade do que em muitos outros. Está recheado de coisas saltitantes, vivas. Tem muita percussão que salta, está muito concentrado numa riqueza de memórias, de diálogo, de letra. Cada uma ali com sua porção artística. Por isso é tão brasileiro".

— Mata comentando sobre a composição e produção do disco.
Em termos de composição musical, Sim é nitidamente diferente dos dois primeiros lançamentos de Mata. Uma vez que ela não queria restringi-lo em qualquer gênero musical, suas canções perpassam por uma gama de estilos musicais mais diversificada do que o trabalho anterior, como carimbó, pop, bolero, disco e samba, além do reggae cujo sua incursão marca a primeira vez em que o ritmo foi inserido em uma obra da artista. Para os críticos a sua presença marcava o retorno de Mata as "suas origens", uma vez que ela iniciou sua carreira cantando-o como parte do Black Uhuru. Segundo à própria, as citações à Jamaica têm conexões com a sua própria história musical; "Como eu cantei reggae dos meus 17 aos 20 anos, achei que essa levada iria caber em algumas canções que já tinham essa pegada". Ela, no entanto, preocupou-se em não deixar o álbum como um trabalho temático, pedindo aos produtores que fizessem no máximo três músicas nesse estilo, argumentando que não "queria um disco de reggae. Queria um disco de ritmos variados". Sua busca em abranger uma diversidade sonora, foi tida por Giangiacomo Gandolfi, editor do portal italiano Musi Brasil, como "capaz de satisfazer variados gostos". Partindo desse raciocínio, Mata preocupou-se também em inserir elementos de música brasileira no projeto, especialmente a oriunda do Norte do Brasil que, segundo suas palavras, é a que mais carrega influência jamaicana, evidenciado especialmente em ritmos como o carimbó, a qual ela cresceu ouvindo. Os arranjos são outro fator que difere Sim de seus antecessores, uma vez que foram desenvolvidos diretamente em estúdio, a partir do encontro da artista com seus músicos. Eles não foram planejados previamente, mas desenvolvidos no momento, "partindo de uma certa ideia básica", de acordo com sentimentos que ela sentia ouvindo as canções tocadas na sala de gravação, elaborando: "Eles foram praticamente feitos durante a construção [de cada música]. Acho que isso tornou o álbum muito mais fresco, mais vivo e espontâneo".
Como Mata observava que seus álbuns anteriores continham uma produção "excessiva aos detalhes" com "muitas guitarras e muita bateria", aqui, ela continua a fazer uso destes, porém, concentrou-se em dar ênfase ao uso de outros instrumentos na construção de suas canções, como sintetizadores, piano, baixo, percussão e violão. No âmbito lírico, Sim é visto como uma crônica de relacionamentos amorosos, onde a experiência homem-mulher é o assunto principal a ser abordado, hora com um tom de paixão, hora desilusão, de forma direta e objetiva. Para Luciano Fortunato, da página Crônicas Cariocas, o álbum é essencialmente feminino, com o que há de melhor nessa ótica, assim abordando "com arte temas do cotidiano de uma mulher". Ao analisar a estética da obra, Paulo Camargo, do jornal Gazeta do Povo sentiu que, a colaboração de profissionais jamaicanos envolvidos na produção, imprimi um "clima de praia, despojado e orgânico, do qual o trabalho tira sua grande força".

### Conteúdo e estrutura musical

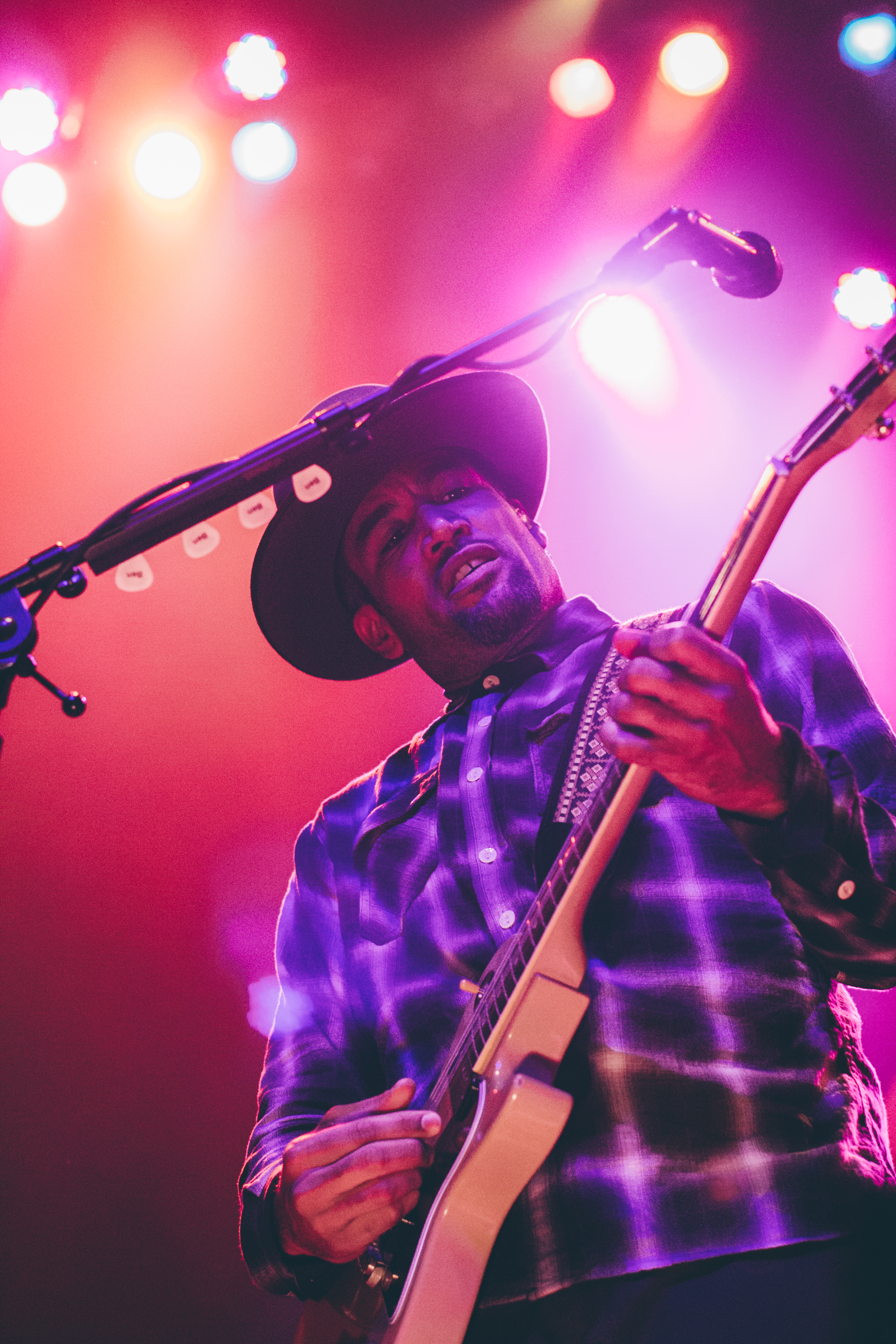
O músico estadunidense Ben Harper participa de "Boa Sorte / Good Luck", a qual também escreveu os versos em inglês.

O número de abertura de Sim, "Vermelho", foi originalmente elaborado com batidas de rock e posteriormente retrabalhado até chegar a sonoridade reggae em que Mata almejava. Criado por ela a partir de dois acordes de um violão, inicia-se com uma cadência simples, que regride em um determinado ponto, até alternar sua harmonia. Suas letras tratam do amor e seu título, segundo a intérprete, reflete a sua apreciação por vermelho e por sua personalidade amorosa; "É uma cor que diz muito da minha personalidade. Sou uma pessoa apaixonada". A segunda faixa, "Fugiu Com A Novela", possuí uma sonoridade voltada ao samba, com características tropicalistas, salientadas por uma proposta lírica bem humorada e por uma guitarra que permeia grande parte de seu instrumental, alguns críticos compararam-na a trabalhos iniciais de Jorge Ben Jor e Gal Costa. "Baú", obra de andamento acelerado, contém origens estilísticas do afrobeat e letras em protesto contra aos que nutrem sentimentos de inveja pelas conquistas alheia. "Boa Sorte / Good Luck" é um reggae lento que fala sobre o término de um relacionamento amoroso, uma mensagem evidenciada em seus versos iniciais; "É só isso / Não tem mais jeito / Acabou / Boa sorte". Contém instrumentação concretizada pelo trabalho de baixo, bateria e percussão jamaicanos e apresenta versos em língua inglesa escritos e interpretados pelo músico estadunidense Ben Harper. O quinto número é "Amado", uma suave balada pop, cujo lirismo narra um amor não correspondido. Sons delicados de vibrafone e teclados acompanham com leveza letras singelas, como: "Peço tanto a Deus para esquecer / Mas só de pedir me lembro/ Minha linda flor/ Meu jasmim será / Meus melhores beijos serão seus".
Segue-se, então, "Pirraça" uma fusão de carimbó com elementos da guitarrada — que são ritmos provenientes do Norte do Brasil — a qual Luiz Fernando Vianna, do jornal Folha de S.Paulo, definiu ser um "carimbó jamaicano". "Você Vai Me Destruir" apresenta uma sonoridade voltada para a disco music e sua melodia é concretizada através de sintetizadores, além do uso de guitarras, percussão, baixo e bateria. Considerada um de seus momentos de melhor desempenho vocal no álbum, aqui a intérprete canaliza uma mulher revoltada e angustiada diante de uma situação amorosa difícil, que parece estar chegando ao fim. "Absurdo" é a sua próxima faixa. Trata-se de um reggae, cuja letra protesta, de forma contundente, contra a destruição do cerrado na região de Alto Garças — cidade natal da musicista —, consequência do contínuo plantio de soja no estado de Mato Grosso, evidenciado em trechos como; "Havia tanto pra lhe mostrar / Era tão belo / Mas olhe agora o estrago em que está" e "destruição é reflexo do humano / Se a ambição desumana o ser / Essa imagem infértil do deserto / Nunca pensei que chegasse aqui". Dando sequência a Sim, a balada "Quem Irá Nos Proteger?" possuí influências diretas da tropicália produzida no final dos anos 1960 e remete à canção "Sua Estupidez", gravada pelos compatriotas Roberto e Erasmo Carlos.
"Ilegais" é outro reggae. Apresenta predominância de um sintetizador em sua produção, enquanto Mata da voz a linhas que descrevem um amor proibido, como: "desse jeito vão saber de nós dois / e será uma maldade veloz" e duplos sentidos sobre sexo; "eu só sei que eu quero você pertinho de mim, dentro de mim, em cima de mim". O próximo número, "Quando Um Homem Tem Uma Mangueira No Quintal" contém, dentre os diversos instrumentos que o acompanha, uma bateria tocada por Wilson das Neves. Musicalmente deriva-se do samba de breque e apresenta letras humorísticas e metafóricas que foram comparadas a canções de Gal Costa. Sons de um piano tocado por João Donato forma a instrumentação principal em "Meu Deus", décima segunda obra do álbum, em ritmo de um bem cadenciado bolero. Neste, a musicista canta sobre uma mulher apaixonada a referir-se ao homem amado, que é idealizado de forma desconcertante, proferindo: "Meu Deus, Ave Maria! / se ele não é um dos seus/ ninguém mais seria". Sim encerra-se com "Minha Herança: Uma Flor", uma delicada balada em que os vocais de Mata são acompanhados unicamente por um violão tocado pela própria. A canção prima pela delicadeza ao versar sobre relação amorosa regada como um jardim, equilibrada com doses de paciência e afeto.

## Título, lançamento e capa
O lançamento e o título do álbum foram anunciadas no site oficial de Mata em 22 de maio de 2007, bem como sua data de lançamento que consistiria no próximo dia 28. A distribuição do produto ocorreu nos formatos físico e digital e, simultaneamente, foi enviado às lojas um extended play (EP) intitulado CD Zero, que contém apenas cinco faixas de Sim, a um preço de 9,99 reais. Segundo Alexandre Schiavo, gerente-geral da Sony BMG, a criação desse último deu-se como uma estratégia da gravadora no combate a pirataria de CDs, que era bastante popular na época, dizendo a Folha de S.Paulo: "Queremos dar a um público que não tenha condições de comprar o CD completo a oportunidade de ficar com um produto de qualidade. E podemos pegar pessoas que não conhecem aquele artista e comprem para experimentar". Inicialmente, foram prensados 20 mil cópias de CD Zero, um número superior as 15 mil do formato tradicional, a qual todos os demais artistas da Sony BMG à época tiveram seus novos lançamentos editados. Em Portugal a versão padrão do álbum foi disponibilizada no dia 9 de julho. Já na Espanha tornou-se disponível a partir de 8 de julho de 2008, assim como em outros países europeus, enquanto que nos Estados Unidos, porém, isso só foi ocorrer em 13 de outubro de 2009. A reedição nesse país incluiu três faixas adicionais, cantadas em língua inglesa; Trata-se das regravações de "Boa Sorte / Good Luck", "Vermelho" (re-intitulada "Red") e "Amado".
Também foi lançado em DVD um documentário nomeado Minha Intuição, dirigido por Bruno Natal, que acompanha toda a produção do álbum: das viagens a Jamaica às sessões de gravação no Brasil. O ensaio de fotos para o encarte de Sim foi registrado pelo fotógrafo Jacques Dequeker em uma praia do Rio de Janeiro, com vestimentas fornecidas por Carlos Miele e direção gráfica de Gringo Cardia. A imagem usada na capa retrata Mata enrolada em um vestido vermelho de festa, assinado por Miele, enquanto seu cabelo aparece trançado em estilo moicano — marcando a primeira vez em que ela aparecia sem seus longos e volumosos cachos característicos — partindo do desejo da artista de não fixar uma única identidade visual para si; "É um cabelo muito versátil, não quero me sentir obrigada a usá-lo solto". Sobre o significado do título do disco, fundamentou que se tratava de "um sim para a vida, a melhor educação, o meio ambiente, para o protesto, que ele aconteça. É sobreviver, levantar, fazer as coisas" além de o considerar uma palavra forte, "apesar de pequena, mas que ao mesmo tempo diz muito", acrescentou.

## Recepção

### Crítica profissional
| Críticas profissionais          | Críticas profissionais |
| Avaliações da crítica           | Avaliações da crítica  |
| Fonte                           | Avaliação              |
| ------------------------------- | ---------------------- |
| Allmusic                        | [ 30 ]                 |
| BBC News                        | Mista                  |
| Istoé Gente                     | [ 20 ]                 |
| Jornal do Brasil                | [ 32 ]                 |
| Musi Brasil                     | [ 17 ]                 |
| Notas Musicais                  | [ 13 ]                 |
| Pílula Pop                      | (90/100)               |
| The Observer                    | Mista                  |
| Tribuna da Imprensa             | [ 34 ]                 |
| Wilson & Alroy's Record Reviews | [ 35 ]                 |

Sim foi recebido com críticas geralmente positivas dos críticos musicais especializados, que o elogiaram por mostrar a união dos interesses comerciais da intérprete com a qualidade de seus primeiros trabalhos, bem como a mistura de estilos musicais e a colaboração de seus produtores. Alguns, contudo, consideram-no "inferior" aos antecessores e desprestigiaram os vocais de Mata. Escrevendo para o jornal Tribuna da Imprensa, Carlos Laet emitiu quatro estrelas totais a obra e prezou a evolução artística da intérprete nele evidenciada, dizendo que ela surpreende por "não repetir a fórmula" de Essa Boneca Tem Manual e assim "equilibra uma deliciosa levada pop com experimentações nas letras e na impecável produção de Caldato e Kassin". O profissional também destaca que Mata consegue com proeza unir a "leveza" de seus dos primeiros álbuns com sua "vocação para hits". Embora aponte "Vermelho" e "Boa Sorte / Good Luck" como exemplos de momentos em que as suas habilidades de composição aparentem "menor brilho", no geral, suas letras autorais "deram certo" e demonstram que a artista "não se acomodou com o sucesso". Com a mesma classificação, Giangiacomo Gandolfi, editor do portal italiano Musi Brasil, avaliou que mesmo contendo "uma pegada radiofónica", em Sim a artista não trai "suas origens nem as suas excelentes capacidades como intérprete e compositora", citando sua música "convincente, com excelentes arranjos, agudos e letras agora nas mãos de excelentes profissionais", bem como sua variedade sonora, como atributos que o torna o melhor álbum de Mata. Segundo ele, o maior problema, está no excesso de "perfeccionismo e cálculo" da obra, a qual atribuí como responsáveis por omitir a "espontaneidade e o entusiasmo" da artista presente nos anteriores.
Philip Jandovský, do banco de dados AllMusic, concedeu quatro estrelas de cinco totais e enalteceu as contribuições de Kassin por resultar em faixas com uma "sonoridade excelente e muito frescas que conseguem transmitir uma sensação muito moderna sem parecerem falsas ou super-produzidas". Ao comparar a obra desfavoravelmente à Essa Boneca Tem Manual, Jandovský expressa que enquanto este último "foi um apelo gritante — embora inegavelmente muito bem sucedido — ao puro mercantilismo e às paradas de sucesso do rádio, Sim é um retrocesso em direção a uma abordagem mais intelectual dentro da música pop brasileira". Em análise para o portal Pilula Pop, Dani Freitas deu uma nota 90 de 100, afirmado que Sim possuí capacidades de agradar tanto aqueles que conheceram Mata "graças aos remixes, quanto aqueles que abominam o artifício" e que, se nos anteriores "as vezes ela abusava de [vocais] agudos", aqui "eles estão bem colocados e dão charme as músicas". Finalizou dizendo que o álbum falha unicamente por conter "letras pretensiosas" em alguns números — citando "Baú" como um desses exemplos — porém, "continua sendo um ótimo disco e uma oportunidade para você esquecer os terríveis remixes da cantora". O website Wilson & Alroy's Record Reviews, forneceu ao trabalho três estrelas de cinco, alegando que apesar da voz de Mata soar "tão angelicalmente frágil" ao ponto de ser "difícil para ela projetar muita emoção" em suas interpretações, eles ornam perfeitamente com "os vocais cansados e corajosos de Harper em "Boa Sorte/ Good Luck", e que seu sucessor, "Bicicletas, Bolos e Outras Alegrias (2010), soa similar, mas não tão emocionante".

Quais caminhos restariam para a artista? Romper com tudo e recomeçar do zero ou gravar outras dezenas de "Ai, Ai, Ai..."? É empurrado por esta pergunta que chega às lojas Sim, o terceiro CD de Vanessa, que consegue promover um equilíbrio. [...] Autora de todas as faixas, ela se revela, enfim, como compositora, e, se não é a excepcional cantora que muitos já falaram, pelo menos está longe de ser um equívoco.

— Trecho da análise crítica feita por Dirceu Alves Jr. na revista Istoé Gente.
Emitindo três estrelas de cinco permitidas ao trabalho, o crítico Mauro Ferreira, em seu blog Notas Musicais, elogiou Mata por não aderir "à trivialidade do mercado" como sentiu que "Boa Sorte/ Good Luck" sugere. Considerando que "Sim não chega a ser obra-prima como Vanessa da Mata (2002)", mas ainda possuí "surpreendentes referências, urdidas nos criativos arranjos de inspiração coletiva" e faixas como "Minha Herança: Uma Flor" que provam como "a bela música" da artista "não precisa de manuais de modernidade para soar envolvente e, sim, intuitiva". O Overmundo publicou um texto de Flávio Herculano, expressando: "Neste disco se Vanessa da Mata não consegue repetir a delicadeza e o preciosismo das composições de seu primeiro álbum, ao menos ela está bem mais diversa que em Essa Boneca Tem Manual", além de provar, segundo o autor, "que a inteligência pode estar associada ao grande varejo da música e que, sim, ela veio pra ficar".
Neil Spencer, do periódico britânico The Observer, avaliou Sim de forma mista, considerando as baladas o seu momento "menos interessante", "embora o vocal sílfide de Mata estejam bem por toda parte". Resenhando para o também britânico BBC News, Jon Lusk compartilhou um sentimento semelhante, afirmando que "depois de escutar várias vezes" o trabalho, o ouvinte "provavelmente terá dificuldades para se lembrar de muita coisa, quanto mais cantarolar uma das músicas". Ao avaliar "Baú", o jornalista expressa frustração, dizendo que ela "sugere que Sim vai ser mais emocionante do que realmente é", mas positivou "Boa Sorte/ Good Luck" a descrevendo como "um dueto agradável e cativante o suficiente" e concluiu: "Aqueles que gostam de coisas sem graça, sem dúvida voltarão para reouvir Sim. Mas quem gosta de um pouco de sabor — música com algumas arestas e mais originalidade — quase certamente dirá 'Não'". Em uma revisão negativa para o Jornal do Brasil, Mario Marques, avaliou o projeto com duas estrelas de cinco totais e notou que nele, com exceção de 'Boa Sorte/ Good Luck' e 'Quem Irá Nos Proteger', estão canções "repletas de redundâncias sonoras que são ressaltadas pelo pouco apetite vocal de Vanessa" que para ele "passeia sempre pelas mesmas regiões" percorrendo o álbum "de forma linear". Já "Absurdo", a qual classificou ser "um reggae banal", o redator observa uma "tentativa de agregar uma textura soul nos sintetizadores" que "poderia estar em qualquer disco do Los Hermanos", enquanto notou uma simplicidade em 'Minha Herança: uma Flor' que não orna com a sofisticação do restante do disco. Mata é uma "boa compositora" e há boas canções em Sim, para Marques, mas isso "é muito pouco para coloca-la em um patamar acima do que ela definitivamente está".

### Reconhecimento
Ao final de 2007, Sim foi considerado o 3.º dentre os nove melhores álbuns brasileiros do ano pelo Tribuna da Imprensa, com o jornalista Pedro Henrique Neves destacando a forma como Mata renovou-se através dele, chamando de "pérolas" as composições dela e considerando "esperta" a produção de Caldato Jr. e Kassin. Ocupou a nona colocação na lista dos dez melhores elabora pela edição brasileira da revista Rolling Stone. Apesar de não o ter ranqueado em nenhuma posição, Pedro Henrique França, do jornal Estadão, alcunhou-o de "melhor álbum brasileiro pop do ano", argumentando que Mata novamente se cerca dos melhores profissionais na elaboração de seus discos e que isso resultaria em outro grande sucesso para ela. Quanto às premiações, Sim concorreu em diversas ao longo de 2007 e 2008. "Boa Sorte/Good Luck" foi nomeada a Música do Ano durante a 12ª edição do Prêmio Globo de Melhores do Ano, com Mata sendo listada na categoria de Melhor Cantora, porém perdeu ambos. A composição também obteve uma disputa não vitoriosa à categoria Hit do ano no MTV Video Music Brasil. Em contrapartida, foi laureada a Melhor Música na 15ª cerimônia do Prêmio Multishow de Música Brasileira, embora o disco e Mata também estivessem concorrendo a Melhor Álbum e Melhor Cantora, respectivamente. Durante a 18ª edição do Prêmio TIM de Música, Sim foi nomeado a Melhor Álbum Pop e Mata a Melhor Cantora Por Voto Popular e Melhor Cantora Pop, conquistando apenas o último. Na 8ª cerimônia do Grammy Latino, o conjunto concorreu e venceu na categoria Melhor Álbum de Pop Contemporâneo Brasileiro, marcando a primeira vitória da artista na premiação.

## Singles
"Boa Sorte / Good Luck" foi enviado às rádio brasileiras em 28 de maio de 2007, servindo como o primeiro single de Sim. Conquistou um desempenho comercial bastante favorável, estabelecendo-se dentre as cinco músicas mais executadas pouco meses após sua estreia, e finalmente vindo a conquistar o primeiro lugar em janeiro do ano seguinte. Conforme divulgado pela Crowley Broadcast Analysis, a canção terminou 2007 como a décima terceira mais executada nas rádios brasileiras, enquanto em 2008 encerrou no topo. Com isso, tornou-se a segunda obra gravada por Mata a encerrar o ano nessa posição, um feito anteriormente conquistado com "Ai, Ai, Ai... (Deep Lick Radio Remix)" em 2006. Em nível internacional, também obteve destaque ao desempenhar-se na 1.ª posição em Portugal, 18.ª na Itália, 48.ª na França, 51.ª na Suécia e 85 .ª na Suíça. Recebeu certificado de platina pela Pro-Música Brasil (PMB) e ouro pela Federazione Industria Musicale Italiana (FIMI), representando, respectivamente, vendas de 100 mil unidades no Brasil e 25 mil na Itália. Em adição, foi eleita a melhor canção brasileira de 2007 pela Rolling Stone Brasil.
"Amado" foi liberado como o segundo e último foco de promoção de Sim em 7 de março de 2008. No âmbito comercial obteve um desempenho positivo, embora não ao ponto do inicial, atingindo a 3ª posição das rádios brasileiras e encerrando o ano como a 15ª mais executada no país. Além disso, constou na trilha sonora da telenovela brasileira A Favorita (2008), da Rede Globo, como tema dos personagens Lara (Mariana Ximenes) e Cassiano (Thiago Rodrigues). Apesar de não ter sido lançado oficialmente como single, um vídeo musical acompanhante para "Minha Herança: Uma Flor" foi divulgado pela cantora em seu site oficial em 18 de maio de 2010; a gravação, em sua maior parte, exibe cenas de Mata interpretando uma boneca em uma caixinha de musica.

## Promoção

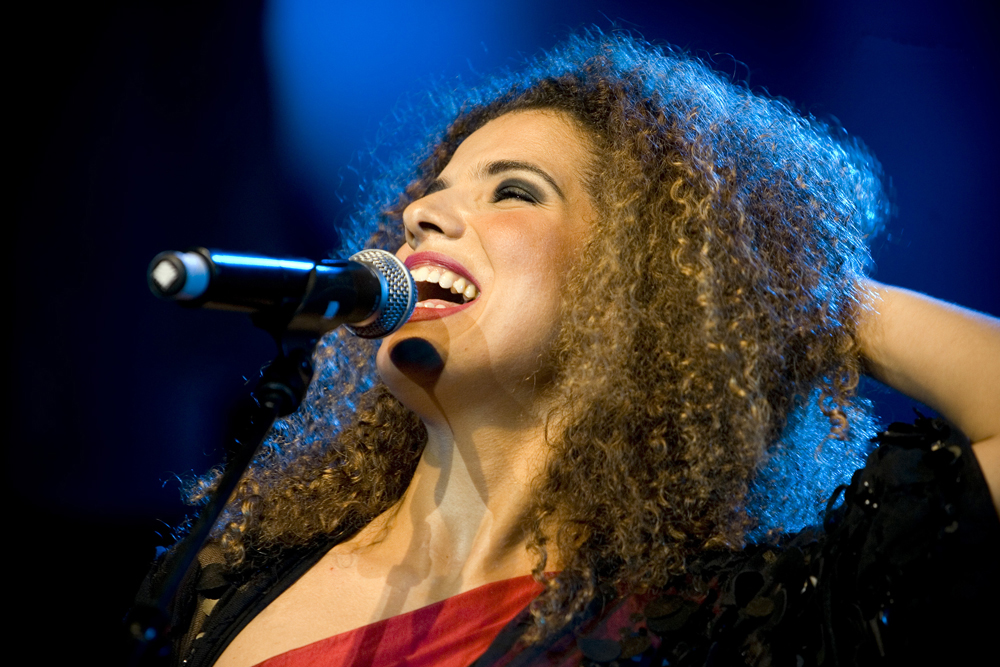
Mata apresentando-se com a Turnê Sim no Coliseu dos Recreios, em Lisboa, em 2007.

Em função de promover Sim, Mata realizou diversos atos. Uma das novas formas adotadas foi o uso da Internet. Uma promoção foi estabelecida a partir de 30 de maio de 2007, em parceria com a IstoÉ Gente, a qual os leitores que enviassem as melhores respostas à pergunta "Qual A Maior Loucura Para Qual Você Já Disse Sim?", através do site oficial da revista, ganhariam um exemplar do álbum e um fim de semana totalmente sem custos no Hotel Le Canton em Teresópolis, Rio de Janeiro. Um dia depois, Mata esteve na Livraria Saraiva do Shopping Morumbi em São Paulo para assinar autógrafos e responder perguntas de seus fãs a respeito do projeto. Ela foi a convidada musical do programa Altas Horas, transmitido em 6 de julho, tocando "Boa Sorte / Good Luck" ao vivo, além de ser entrevistada por Serginho Groisman. No dia 30 seguinte, o programa Fantástico, da Rede Globo, também exibiu uma entrevista com a cantora, além de uma reportagem ao qual levavam-na aos Estados Unidos para promover o seu primeiro encontro com Harper. Ela viajou a Portugal para divulgar o lançamento do registro por lá, cantando no festival MEO Sudoeste em 4 de agosto. Após regressar ao Brasil, no dia 31 de agosto, ela foi entrevistada no Programa do Jô e apresentou "Boa Sorte / Good Luck".
Em 19 de setembro, foi sabatinada no programa Sem Censura, da TVE Brasil, comandado por Leda Nagle; Lá, a cantora tratou a respeito do álbum e de seus concertos ao vivo. Mata compareceu ao Domingão do Faustão, exibido em 22 de outubro, onde inicialmente apresentaria-se apenas com "Boa Sorte / Good Luck", porém, a pedido do anfitrião Fausto Silva, a artista executou outras três faixa, "Quando Um Homem Tem Uma Mangueira No Quintal", "Absurdo" e "Ai, Ai, Ai...". O programa com sua participação foi a maior audiência televisão brasileira naquele dia, marcando 31 pontos. Já em 9 de dezembro, interpretou "Boa Sorte / Good Luck" e "Ai, Ai, Ai..." no Estação Globo, comandado por Ivete Sangalo. Mais tarde, em 9 de maio de 2008, Mata estrelou o sétimo episódio do programa Estúdio Coca-Cola, produzido pela MTV Brasil em parceria com a Coca-Cola, que visava promover a parceria de artistas e bandas de diferentes estilos musicais; na ocasião, ela dividiu o palco com a banda de rock Charlie Brown Jr. e cantou diversas composições do repertório deles, enquanto os mesmos deram voz a "Vermelho", "Ai, Ai, Ai..." e "Não Me Deixe Só", do catálogo dela. Ao longo de 2008, a cantora tocou em festivais e eventos de diversos países, como no Festival Internacional de Cinema de Roma, na Itália, no Festival Sudoeste, em Portugal e no Festival Grec de Barcelona, na Espanha, entre outros. Em 28 de agosto, foi escalada para se apresentar na 14ª cerimônia do MTV Video Music Brasil, onde cantou pela primeira vez "Boa Sorte / Good Luck" ao lado de Harper. Paralelamente, Mata embarcou em uma extensa digressão em apoio ao álbum, nomeada Turnê Sim. Dirigido pela própria, com assistência de produção assinada por Chico Accioly e direção musical de Kassin, iniciou-se em 23 de agosto de 2007 no Teatro do Sesi em Porto Alegre, Rio Grande do Sul, percorrendo várias cidades brasileiras e europeias, até 17 de julho de 2009 quando foi concluída em São João del-Rei, Minas Gerais. O concerto realizado no dia 27 de novembro de 2008, em Paraty, Rio de Janeiro, foi gravado e tornou-se o Multishow ao Vivo: Vanessa da Mata, lançado fisicamente em abril de 2009.

## Alinhamento de faixas
Todas as canções produzidas por Alexandre Kassin e Mário Caldato
| N.º            | Título                                                            | Compositor(es)          | Duração |  |
| 1.             | "Vermelho"                                                        | Vanessa da Mata         | 3:44    |  |
| 2.             | "Fugiu Com a Novela"                                              | Mata                    | 3:16    |  |
| 3.             | "Baú"                                                             | Mata                    | 4:25    |  |
| 4.             | "Boa Sorte / Good Luck" (com participação especial de Ben Harper) | Mata · Ben Harper       | 3:55    |  |
| 5.             | "Amado"                                                           | Mata · Marcelo Jeneci   | 4:11    |  |
| 6.             | "Pirraça"                                                         | Mata · Alexandre Kassin | 3:25    |  |
| 7.             | "Você Vai Me Destruir"                                            | Mata · Fernando Catatau | 4:31    |  |
| 8.             | "Absurdo"                                                         | Mata                    | 3:27    |  |
| 9.             | "Quem Irá Nos Proteger?"                                          | Mata                    | 3:51    |  |
| 10.            | "Ilegais"                                                         | Mata                    | 3:51    |  |
| 11.            | "Quando Um Homem Tem Uma Mangueira No Quintal"                    | Mata                    | 2:13    |  |
| 12.            | "Meu Deus"                                                        | Mata                    | 4:56    |  |
| 13.            | "Minha Herança: Uma Flor"                                         | Mata                    | 3:33    |  |
| Duração total: | Duração total:                                                    | Duração total:          | 49:18   |  |

| Sim — Faixas bônus da edição digital |                                         |                |                |         |  |
| N.º                                  | Título                                  | Compositor(es) | Produtor(es)   | Duração |  |
| 14.                                  | "Ai, Ai, Ai..."                         | Mata · Liminha | Liminha        | 4:13    |  |
| 15.                                  | "Ai, Ai, Ai..." (Deeplick Radio Remix)" | Mata · Liminha | Liminha        | 4:50    |  |
| Duração total:                       | Duração total:                          | Duração total: | Duração total: | 58:21   |  |

| Sim — Faixas bônus da edição internacional |                                           |                                        |         |  |
| N.º                                        | Título                                    | Compositor(es)                         | Duração |  |
| 14.                                        | "Red (Vermelho)"                          | Mata · Samantha Caldato[a]             | 3:48    |  |
| 15.                                        | "Amado (English Version)"                 | Mata · Marcelo Jeneci · Alberto Vaz[a] | 4:10    |  |
| 16.                                        | "Good Luck / Boa Sorte (English Version)" | Mata · Harper · Samantha[a]            | 3:56    |  |
| Duração total:                             | Duração total:                            | Duração total:                         | 61:12   |  |

| Sim — Faixas incluídas no CD Zero |                                                                   |         |  |
| N.º                               | Título                                                            | Duração |  |
| 1.                                | "Boa Sorte / Good Luck" (com participação especial de Ben Harper) | 3:55    |  |
| 2.                                | "Baú"                                                             | 4:25    |  |
| 3.                                | "Quem Irá Nos Proteger?"                                          | 3:51    |  |
| 4.                                | "Quando Um Homem Tem Uma Mangueira No Quintal"                    | 2:13    |  |
| 5.                                | "Absurdo"                                                         | 3:27    |  |
| Duração total:                    | Duração total:                                                    | 17:51   |  |

- ↑[a]  Tradutor (a) para a versão em inglês

## Créditos e pessoal
Todo o processo de elaboração de Sim atribui os seguintes créditos:
Locais de gravação
- AR Studios (Rio de Janeiro)
- Monoaural Studios (Rio de Janeiro)
- Anchor Studios (Kingston, Jamaica)

Produção
| - Produção musical: Mario Caldato, Alexandre Kassin - Produção executiva: Álvaro Nascimento - Mixagem: Mario Caldato - Composição: Vanessa da Mata, Alexandre Kassin, Ben Harper, Marcelo Jeneci, Fernando Catatau | - Masterização: Ricardo Garcia - Técnico de Gravação: Caldato, Berna Ceppas - Assistência de estúdio: Igor Ferreira, Bruno Garcia, Gabriel Muzak - A&R: Bruno Batista |

Visuais e imagens
| - Direção artística: Sandro Mesquita - Assistência artística: Carolina Vaz - Direção gráfica: Gringo Cardia | - Figurino: Andy West - Vestimenta: Carlos Miele |

Instrumentação
| - Vocais: Vanessa da Mata, Ben Harper - Guitarra: Davi Moraes, Fernando Catatau, Ricardo Prado - Baixo: Alberto Continentino, Pedro Sá, Robbie Shakespeare - Teclados: Robert Lyn - Percussão: Armando Marçal, Don Chacal, Stephane San Juan - Bateria: Sly Dunbar, Berna Ceppas, Stephane San Juan - Cúica: Dom Chacal - Chifre: Harold Emert - Oboé: Harold Emert | - Piano: João Donato, Ricardo Prado - Coro: Berna Ceppas, Gabriel Muzak - Trombone: Nambo Robinson - Agogô: Stephane San Juan - Claves: Stephane San Juan - Shaker: Stephane San Juan - Violino: Davi Moraes - Vibrafone: Jota Moraes - Marimba: Jota Moraes |

## Desempenho comercial
Comercialmente, Sim tornou-se o maior sucesso da carreira de Mata. Em sua primeira aparição na lista dos dez álbuns mais vendidos do Brasil, publicada pelo jornal Folha de S.Paulo, o produto assumiu a quarta colocação como melhor. Esse feito, converteu-o no primeiro trabalho da artista a aparecer no ranking — superando Essa Boneca Tem Manual que perdeu entrada por apenas uma posição em abril de 2006. Contudo, o disco veio a aparecer na tabela novamente apenas na edição publicada em 7 de agosto, caindo para a última colocação, onde manteve-se por mais uma semana. Dois meses após sua liberação, suas vendas já haviam excedido 27 mil unidades. Encerrou 2007 ocupando a 15.ª colocação entre os álbuns mais vendidos no território de acordo com a Pro-Música Brasil (PMB), enquanto a revista Sucesso! e dados fornecidos pelas gravadoras o reconheceram como o 5º mais bem sucedido. Em maio do ano seguinte, ao possuir vendas superiores a 125 mi de unidades, a PMB certificou Sim como platina.
Também encontrou boa receptividade em Portugal, realizando sua estreia no 24.º posto da tabela de álbuns em agosto de 2007. Em sua segunda semana, alçou-se para a décima segunda colocação e, na terceira, moveu-se para os dez primeiros lugares. Galgou cada vez mais posições dentro do gráfico até chegar à terceira ocupação, que foi seu pico, em janeiro de 2008, completando o pódio atrás de Voo Noturno, do cantor Jorge Palma, e do álbum auto-intitulado do grupo Just Girls, respectivamente. Embora tenha decrescido gradualmente a partir daí, o disco totalizou incríveis 36 semanas não consecutivas a oscilar na tabela, um percurso iniciado em 2007 e completado em 2009. Desde então, a Associação Fonográfica Portuguesa (AFP) agraciou o projeto com certificado de platina em reconhecimento às mais de 30 mil unidades faturadas na nação. Ao redor da Europa, como consequência do sucesso contínuo de "Boa Sorte / Good Luck", o álbum conseguiu registrar entrada nas tabelas de algumas nações; Na França, por exemplo, debutou no 107º lugar e, na semana terminada em 26 de julho de 2008, ascendeu para o número 100 — seu melhor resultado. Além de constar por 20 semanas na tabela, Sim tornou-se o 498º álbum mais adquirido de 2008 no país ao registrar 9 mil e 920 compras. Na Suíça constou por apenas uma única semana na posição 89, enquanto na Itália debutou em 69, sendo esta sua melhor colocação e estando presente na tabela por um total de 11 edições.
| País — Tabela musical (2007—09) | Posição de pico |
| ------------------------------- | --------------- |
| Brasil (Folha de S.Paulo)       | 4               |
| França (SNEP)                   | 100             |
| Itália (FIMI)                   | 69              |
| Portugal (AFP)                  | 3               |
| Suíça (Schweizer Hitparade)     | 89              |

| País — Tabela musical (2007) | Posição |
| ---------------------------- | ------- |
| Brasil (Pro-Música Brasil)   | 15      |

| Região                                                                                             | Certificação | Unidades/Vendas |
| -------------------------------------------------------------------------------------------------- | ------------ | --------------- |
| Brasil (Pro-Música Brasil)                                                                         | Platina      | 125 000*        |
| Portugal (AFP)                                                                                     | Platina      | 40 000^         |
| *números de vendas baseados somente na certificação ^distribuições baseadas apenas na certificação |              |                 |

## Histórico de lançamento
| País           | Data                  | Formato    | Gravadora(s) |
| -------------- | --------------------- | ---------- | ------------ |
| Brasil         | 28 de maio de 2007    | CD digital | Sony BMG     |
| Portugal       | 9 de julho de 2007    | CD digital | Sony BMG     |
| Europa         | 8 de julho de 2008    | CD digital | Sony BMG     |
| Estados Unidos | 13 de outubro de 2009 | CD digital | Sony BMG     |